# Olympische Winterspiele 1936
| Medaillenspiegel               | Medaillenspiegel   | Medaillenspiegel | Medaillenspiegel | Medaillenspiegel | Medaillenspiegel |
| Platz                          | Land               | G                | S                | B                | Ges.             |
| ------------------------------ | ------------------ | ---------------- | ---------------- | ---------------- | ---------------- |
| 1                              | Norwegen           | 7                | 5                | 3                | 15               |
| 2                              | Deutsches Reich    | 3                | 3                | –                | 6                |
| 3                              | Schweden           | 2                | 2                | 3                | 7                |
| 4                              | Finnland           | 1                | 2                | 3                | 6                |
| 5                              | Schweiz            | 1                | 2                | –                | 3                |
| 6                              | Österreich         | 1                | 1                | 2                | 4                |
| 7                              | Großbritannien     | 1                | 1                | 1                | 3                |
| 8                              | Vereinigte Staaten | 1                | –                | 3                | 4                |
| 9                              | Kanada             | –                | 1                | –                | 1                |
| 10                             | Frankreich         | –                | –                | 1                | 1                |
| 10                             | Ungarn             | –                | –                | 1                | 1                |
| Vollständiger Medaillenspiegel |                    |                  |                  |                  |                  |

Die Olympischen Winterspiele 1936 (auch IV. Olympische Winterspiele genannt) wurden vom 6. bis 16. Februar 1936 in Garmisch-Partenkirchen im Deutschen Reich ausgetragen. Mit Teilnehmern aus 28 Staaten gab es einen neuen Teilnehmerrekord. Das Logo zeigte die Alpspitze und darunter die olympischen Ringe, durch die sich eine Skispur schlängelt. Erfolgreichster Sportler war Ivar Ballangrud, der im Eisschnelllauf drei Gold- und eine Silbermedaille für Norwegen gewann.
Neben ihrer sportlichen Bedeutung waren die Winterspiele und mehr noch die in Berlin stattfindenden Sommerspiele 1936 besonders dadurch gekennzeichnet, dass sie von Hitler und der NSDAP dazu instrumentalisiert wurden, den NS-Staat im Ausland positiv darzustellen. Im Inland hob die NS-Propaganda vorwiegend die Leistungen der deutschen Olympiateilnehmer und -sieger hervor.

## Vergabe
Die Sommerspiele für 1936 waren bereits 1931 an das Deutsche Reich vergeben worden, nachdem Berlin schon für die Sommerspiele 1916 vorgesehen gewesen war, diese aber wegen des Ersten Weltkriegs nicht stattfanden. Mit der Vergabe verbunden war auch ein Vorrecht für die Austragung der Winterspiele.
Im Deutschen Reich gab es damals noch keinen geeigneten Wintersportort. Erst ab 1933 wurden die Voraussetzungen für eine Austragung geschaffen. Weitere Kandidatenstädte waren Montreal (Kanada) und St. Moritz (Schweiz). Ursprünglich gab es vier deutsche Kandidaten, neben Oberbayern mit Garmisch-Partenkirchen hatten sich das Riesengebirge mit Schreiberhau (Szklarska Poręba)/Krummhüber (Karpacz), der Harz mit Braunlage/Schierke und Thüringen mit Oberhof als Wintersportregionen beworben.
Am 24. Januar 1933 wurde die Gründungssitzung des Deutschen Olympia-Organisationskomitee (OK) abgehalten. Deren Schirmherrschaft hatte am 9. Februar zunächst Reichspräsident Paul von Hindenburg übernommen. Nach Hindenburgs Tod übernahm Reichskanzler Adolf Hitler am 13. November 1934 die Schirmherrschaft für die Olympischen Spiele von Garmisch-Partenkirchen und Berlin 1936. Das Reichspropagandaministerium bildete am 16. Januar einen Olympia-Propagandaausschuss, der für die Öffentlichkeitsarbeit der Spiele zuständig war. Im OK saßen neben den drei deutschen IOC-Mitgliedern, Theodor Lewald, Adolf Friedrich zu Mecklenburg und Karl Ritter von Halt, und den Fachamtsleitern der olympischen Sportarten auch 20 Vertreter der Reichsbehörden, davon 8 aus dem Propagandaministerium, 11 Militärs, 3 Angehörige der Polizei, 5 höhere Kommunalbeamte, 6 Vertreter der verschiedenen Parteigliederungen, 4 Funktionäre der Reichssportführung und Reichssportkommissar Hans von Tschammer und Osten. Das OK war Propaganda- und gleichzeitig Innenministerium unterstellt – Ersterem für den Aufgabenbereich Öffentlichkeitsauftritt; Letzterem für das Sport-Ressort. Diese Abhängigkeiten des OK stellten einen IOC-Statutenverstoß dar und wurden nach außen hin verschleiert.
Die Winterspiele von 1936 waren der Anlass, die beiden bayerischen Nachbargemeinden Garmisch und Partenkirchen 1935 zur Marktgemeinde Garmisch-Partenkirchen zu vereinen. Dies war in der Bevölkerung nicht unumstritten, der in Garmisch wohnende Komponist Richard Strauss lehnte die Erhebung einer neuen Gemeindesteuer mit der Begründung, er denke gar nicht daran, „diesen Sport-Unfug zu finanzieren“, ab. Der Garmischer Gemeinderat sträubte sich zunächst gegen den Gemeindezusammenschluss, daraufhin beorderte Gauleiter Adolf Wagner Bürgermeister und Ratsvertreter nach München. Er drohte dort mit Einweisung ins KZ Dachau und der Rat musste am selben Abend die Zusammenführung mit Partenkirchen beschließen.

## Ablauf

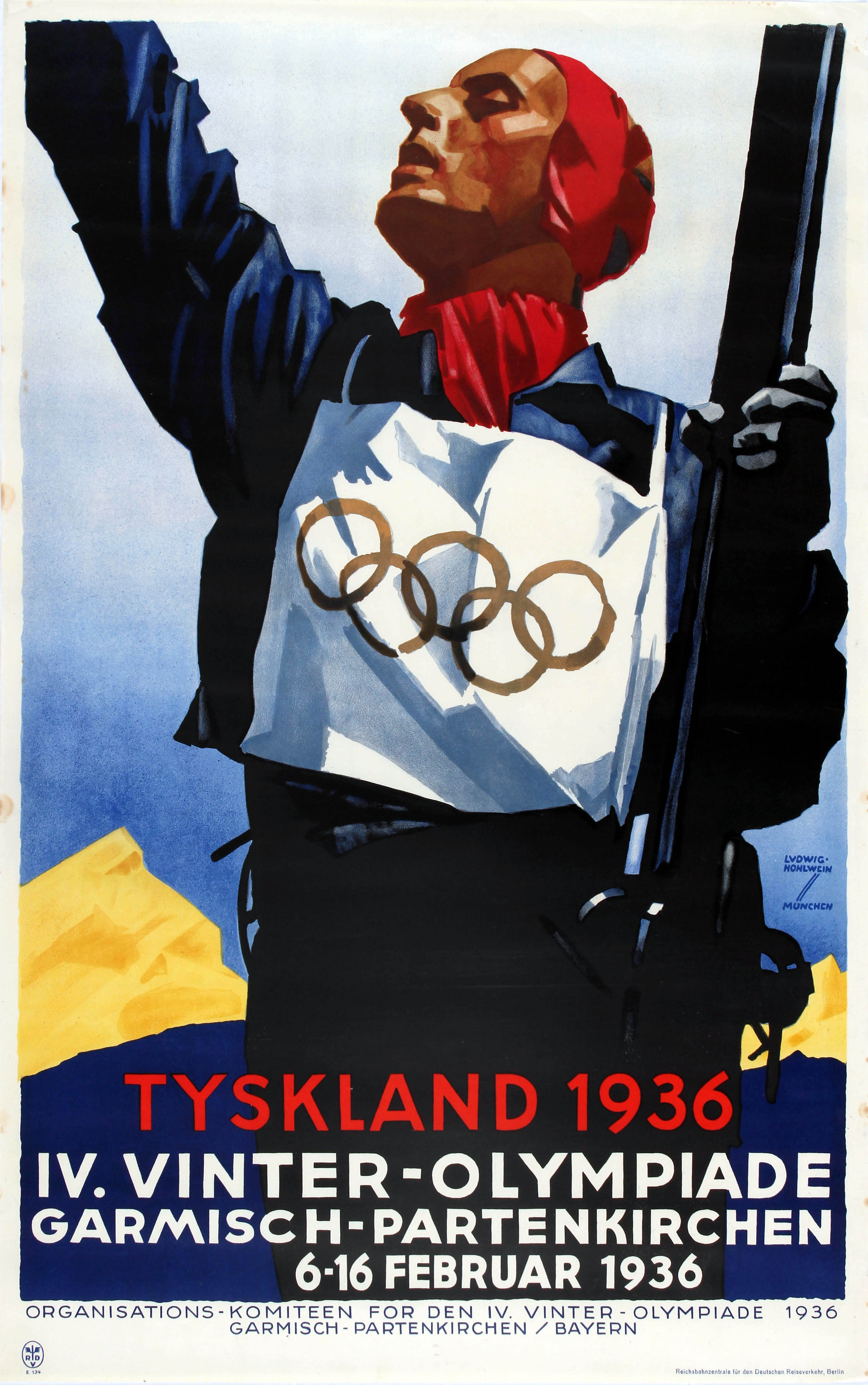
Werbeplakat von Ludwig Hohlwein (hier in dänischer Sprache)

Die Spiele schienen durch den Schneemangel gefährdet, doch noch rechtzeitig hatte es zu schneien begonnen. Am 3. Februar ging über Fernschreiber die Nachricht hinaus: „Schneefall in Garmisch-Partenkirchen; Winterolympia gesichert!“ Bis 4. Februar betrug die Schneedecke im Tal ungefähr 20 cm. Und nach einer kurzen Unterbrechung begann es auch gegen Mittag des nächsten Tages zu schneien, der Schneefall hielt über Nacht an.

### Eröffnungsfeier
Sie war am Freitag, 6. Februar, um 11 Uhr, angesetzt und fand bei beißendem Frost und dichtem Schneefall statt. Um elf Uhr fuhr der Extrazug mit dem Reichskanzler und den Regierungsvertretern ungefähr bis 100 m an das Stadion heran. Hitler wurde beim Betreten der Ehrentribüne mit Jubel empfangen. Von Marschmusik begleitet, schritten die Olympiateilnehmer, beginnend mit Griechenland (zwei Skiläufer), danach folgten die anderen Teilnehmer (nach alphabetischer Reihenfolge der Länder geordnet, das Deutsche Reich als durchführendes Land zum Schluss), zur Eröffnungsfeier. Anschließend hielt der Präsident des deutschen OK, Karl Ritter von Halt eine kurze Eröffnungsrede. Mit einem einzigen Satz wurden die Spiele durch Adolf Hitler offiziell eröffnet. Den Athleteneid sprach Wilhelm Bogner.

### Wettbewerbe
Insgesamt besuchten etwa 500.000 Gäste die Winterspiele. Zur Vergabe der Medaillen am letzten Tag der Veranstaltungen wurden etwa 150.000 Besucher gezählt, was die Effektivität der Verkehrsbetriebe belegte und einen neuen Besucherrekord bei Winterspielen darstellte.
Zum ersten Mal waren Skiläuferinnen beim Wettstreit um olympische Medaillen zugelassen, wenn auch nur in der alpinen Kombination, die aus Abfahrtslauf und Slalom bestand. Christl Cranz schaffte den Goldgewinn, obwohl sie nach Sturz in der Abfahrt mit 19 Sekunden Rückstand in die finalen Slalomläufe gegangen war.
Ein Star der Winterspiele war die Norwegerin Sonja Henie, die hier zum dritten Mal in Serie Gold im Eiskunstlauf errang. Dass sie später auf dem Obersalzberg zum Kaffeetrinken bei Hitler empfangen wurde und sein signiertes Porträt mit nach Hause nahm, verheimlichte sie später. Birger Ruud gewann die Goldmedaille im Sprung von der Normalschanze. Während des Zweiten Weltkriegs wurde später Norwegen von der deutschen Wehrmacht besetzt. Ruud wollte die Besatzer nicht mit seiner Popularität unterstützen und weigerte sich, bei offiziellen Wettbewerben anzutreten. Daher wurde er ab 1943 im Konzentrationslager Grini bei Oslo inhaftiert.
Es gab drei Demonstrationswettbewerbe in Eisstockschießen und einen in Militärpatrouille, bei denen Österreich mit Abstand am besten abschnitt. Der Saalfeldner Georg Edenhauser wurde Sieger in der Disziplin Weitschießen.
Überraschendes gab es im Eishockeywettbewerb: Weder die Favoritenmannschaft Kanadas, noch das Team der als stark eingeschätzten Vereinigten Staaten von Amerika gewannen den Titel. Es war Großbritannien, gegen das die deutsche Mannschaft einen Achtungserfolg mit einem 1:1 erzielte.
Bei den Briten stammten zehn ihrer zwölf Spieler aus Kanada, weswegen noch vor dem Eröffnungstag der Eishockeykongress wegen derer Zulassung getagt hatte. Dabei hatten die Vertreter der übrigen Nationen solidarisch die Qualifikation von zwei Teammitgliedern abgelehnt.
Der französische Botschafter André François-Poncet berichtete nach Paris: „Alle Welt ist begeistert.“ Propagandaminister Joseph Goebbels notierte in sein Tagebuch: „Das haben wir gut gemacht. Viel Arbeit hat’s gekostet. Doch hat es sich gelohnt.“

### Schlussfeier
Die Schlussfeier fand im Olympiastadion statt und war mit den Siegerehrungen (vorgenommen von Dr. Ritter von Halt) für die letzten Bewerbe verbunden. Auch Reichskanzler Hitler mit seinem Gefolge nahm daran teil. Unter den Klängen eines Parademarsches rückten die Bannerträger aller Nationen ein, gefolgt von den Wettkämpfern (mit jenen der Militärpatrouille als erste). Unter Abfeuern von Salutschüssen gingen an den Masten die Fahnen hoch, es wurden die Landeshymnen gespielt und nach und nach ob des Einbruchs der Dunkelheit die Fackeln entzündet. Ritter von Halt schmückte alle Banner mit einem Olympiaband. Dann betrat IOC-Präsident Henri de Baillet-Latour die Rednertribüne und schloss mit einer Ansprache die Spiele. Die Olympiaflagge wurde eingeholt, das Feuer erlosch und die Teilnehmer verließen das Stadion.

## Politischer Hintergrund

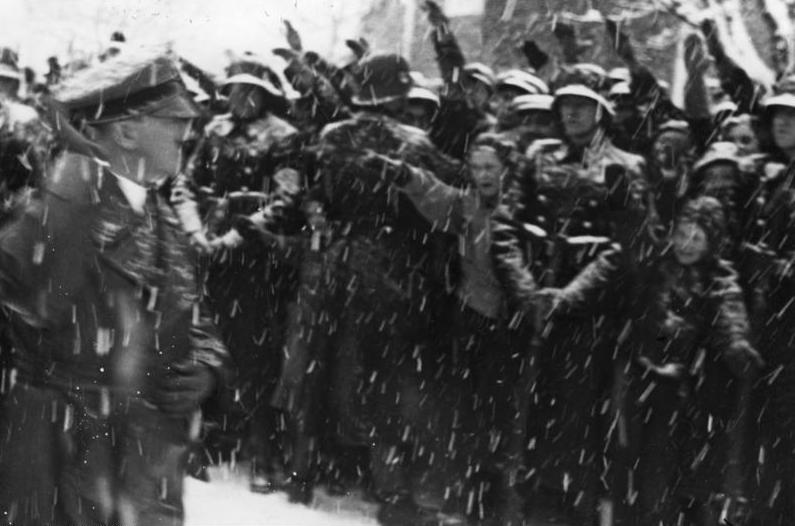
Soldaten mit Karabinern halten die Zuschauer zurück. Hitlergrüße werden dargeboten bei Hitlers Weg zur Eröffnungsfeier.

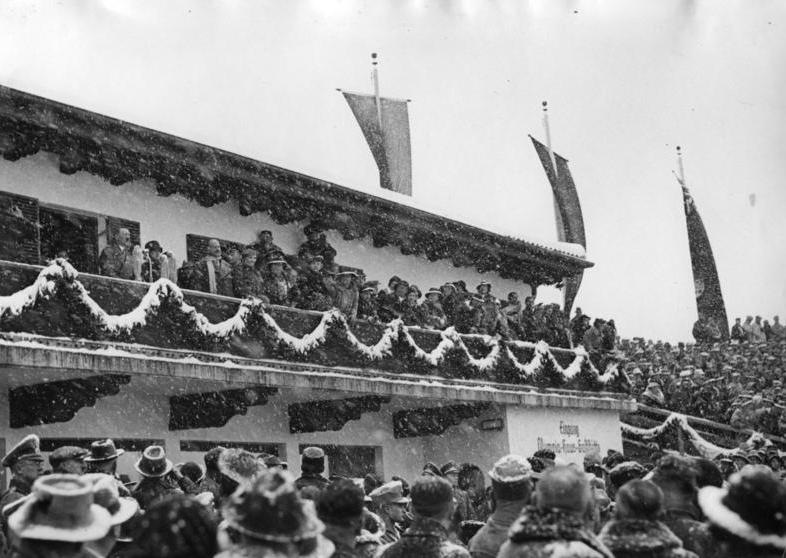
Hitler eröffnet die Winterspiele

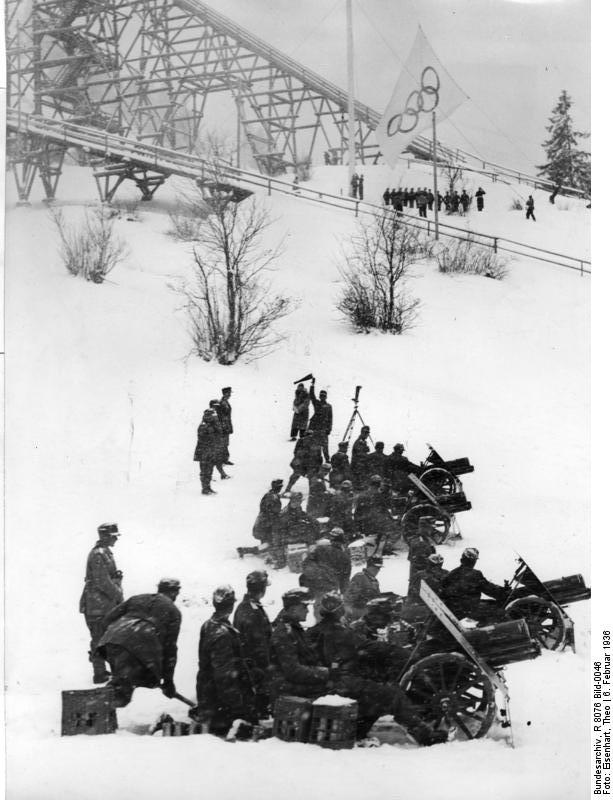
Vier Geschütze der Wehrmacht schießen Salut vor der Skisprungschanze am Gudiberg, Hissen der Olympiafahne, Eröffnungszeremonie.

Wie auch später die Olympischen Sommerspiele in Berlin im August des Jahres wurden die Winterspiele in Garmisch-Partenkirchen von der NS-Propaganda missbraucht, um im In- und Ausland das NS-Regime als positiv darzustellen. Im Deutschen Reich wurden politische Gegner des NS-Regimes ermordet oder in Konzentrationslager gepfercht, die Nürnberger Gesetze waren fünf Monate zuvor verabschiedet worden. Die antisemitische Stimmung in der Gegend war zuvor international Grund für Besorgnis. In den USA war bereits eine Boykottbewegung entstanden, die auch die baldigen Olympischen Sommerspiele in Berlin gefährdete. Die überall im Ort angebrachten Schilder mit der Aufschrift „Juden kein Zutritt“ ließ NSDAP-Gauleiter Adolf Wagner für die Zeit der Spiele entfernen.
Der 1936 zum Präsidenten des Deutschen Organisationskomitees der Winterspiele ernannte Karl Ritter von Halt sah im Mai 1935 „mit wachsender Sorge“ – wie er in Briefform an Oberregierungsrat Hans Ritter von Lex und das Reichsministerium des Innern im Vorfeld der Verschleierungen berichtete– „… in Garmisch-Partenkirchen und Umgebung eine planmäßig einsetzende antisemitische Propaganda“ und „… vor allem auf der Landstraße von München nach Garmisch-Partenkirchen“. Abschließend schrieb er zusammenfassend: „Lieber Lex, …, Du weißt auch ganz genau, dass ich diese meine Sorgen Dir nicht deshalb mitteile, um den Juden zu helfen, es handelt sich ausschließlich um die olympische Idee.“ Laut späterem Urteil des Office of Military Government for Germany (U.S.) war Ritter von Halt tief in die Machenschaften der NSDAP verstrickt. Er gehörte zu Heinrich Himmlers Freundeskreis Reichsführer SS und nutzte die politischen Wirtschaftsbeeinflussungen um das Winterspektakel für das NS-Regime zu inszenieren.
Auf dem Grundstück des in die Emigration getriebenen Juden Friediger wurden behelfsmäßig Bauten für das Deutsche Organisationskomitee errichtet. Das Komitee umging unrechtmäßig Pachtgebühren.
Der akut drohenden Gefahr von gewalttätigen Übergriffen – nur Tage vor der Eröffnung der Winterspiele – auf die jüdische Bevölkerung im Deutschen Reich, aufgrund des Attentats von David Frankfurter auf den NSDAP-Landesgruppenleiter Wilhelm Gustloff am 4. Februar in der Schweiz, wurde begegnet. Seine Ermordung hatte eine vergleichbare politische Dimension, wie die spätere von Ernst Eduard vom Rath (siehe Novemberpogrome 1938). Reichsminister des Innern Wilhelm Frick gab am Folgetag folgende Weisung heraus:
„Betr.: Verhütung von Ausschreitungen aus Anlass der Ermordung des Gruppenleiters Schweiz der NSDAP Gustloff:
… ordne ich im Einvernehmen mit dem Stellvertreter des Führers Rudolf Heß an, dass Einzelaktionen gegen Juden aus Anlass der Ermordung des Leiters der Landesgruppe Schweiz der NSDAP Wilhelm Gustloff in Davos unbedingt zu unterbleiben haben. Ich ersuche gegen etwaige Aktionen vorzugehen und die öffentliche Sicherheit und Ordnung aufrecht zu halten.“
Gleichzeitig erhob die NS-Propaganda Gustloff zum „Blutzeugen der Bewegung“ und ließ seinen Sarg per Sonderzug ins Deutsche Reich bringen. Auch Hitler beschränkte sich bei seiner Trauerrede zur Beerdigung auf „relativ zurückhaltende“ und „für seine Begriffe maßvolle“ Formulierungen.
Der US-amerikanische Korrespondent William L. Shirer notierte in sein Tagebuch zum Thema Winterspiele 1936:
„Mittags schaltete Tess das Radio für die Nachrichten an, gerade rechtzeitig für uns, um einen heftigen persönlichen Angriff gegen mich zu hören. Es hieß, ich sei ein dreckiger Jude und würde versuchen, die Olympischen Winterspiele in Garmisch mit erlogenen Geschichten über Juden und Nazi-Offizielle dort zu torpedieren. Tatsächlich hatte ich vor einiger Zeit in einer Artikelserie geschrieben, dass die Nazis in Garmisch alle Schilder 'Juden unerwünscht' (die man in ganz Deutschland findet) entfernt haben, damit die Besucher der Olympiade keine Anzeichen für die Behandlung vorfinden, die die Juden in diesem Lande erfahren.“
Eine breite Boykottfront von Länderregierungen gegen die NS-Diktatur im Deutschen Reich aus moralischen Gründen gab es 1936 nicht. In Europa regierten vielfach Militärs und Autokraten. England, Frankreich, Belgien, die Niederlande und Portugal waren Kolonialmächte großer Teile Afrikas und Asiens. China und Japan bildeten abgeschottete Staaten. Josef Stalins boykottierende Sowjetunion war politisch isoliert und in der Sportwelt stigmatisiert.
Bei der Eröffnungsfeier der Winterspiele 1936 bejubelten die Zuschauer die Olympiamannschaften beim Eintritt in das Stadion, als die Athleten den rechten Arm hoben und zum Gruß ausstreckten. Was zu dieser Zeit allerdings kaum jemand wusste, war, dass der Hitlergruß dem olympischen Gruß optisch äußerst ähnlich war.
Aus den Winterspielen Anfang 1936 konnten die Veranstalter Erkenntnisse gewinnen: Um mit den Schneemassen umzugehen, wurde der Reichsarbeitsdienst eingesetzt. Dieser war wie immer uniformiert. Für amerikanische Journalisten (z. B. Westbrook Pegler) waren dies Soldaten. Auch sonst beherrschten während der Winterspiele in den Austragungsstätten Uniformen von Wehrmacht, SA und SS die Szenerie. Bei den Sommerspielen sollte daher der militärische Eindruck vermieden werden, so dass auch Zuschauer ihre SA- bzw. SS-Uniformen zu Hause lassen sollten.

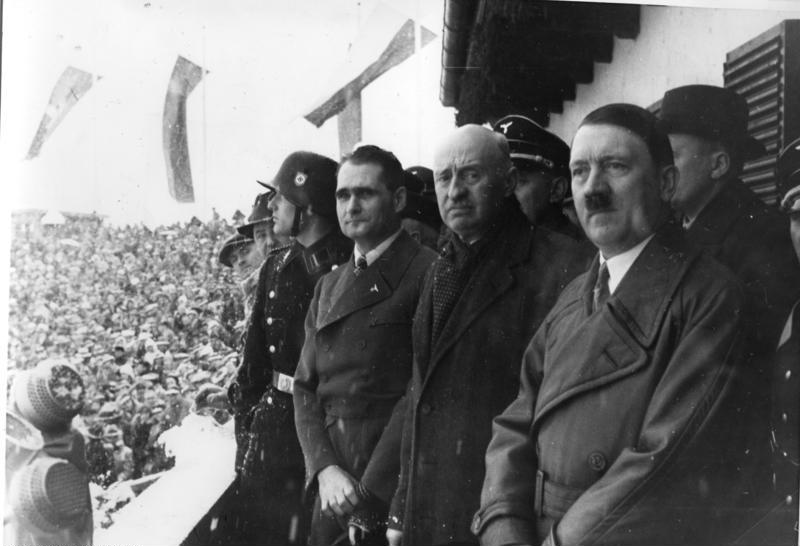
„Führerbalkon“ (1. Reihe v. links): Rudolf Heß, Baillet-Latour, Hitler

Der Eishockeyspieler und nach der NS-Doktrin „Halbjude“ Rudi Ball, der schon für keinen deutschen Verein mehr spielte, wurde Teil der deutschen Mannschaft, um die Öffentlichkeit im Ausland zufriedenzustellen. Vor allem in den USA war die Boykottbewegung sehr aktiv. Der Berliner Eishockeystürmer, der in Italien bei den Roten Teufeln spielte, durfte erst für die deutsche Eishockeynationalmannschaft spielen, nachdem IOC-Präsident Henri de Baillet-Latour persönlich bei Hitler interveniert hatte.

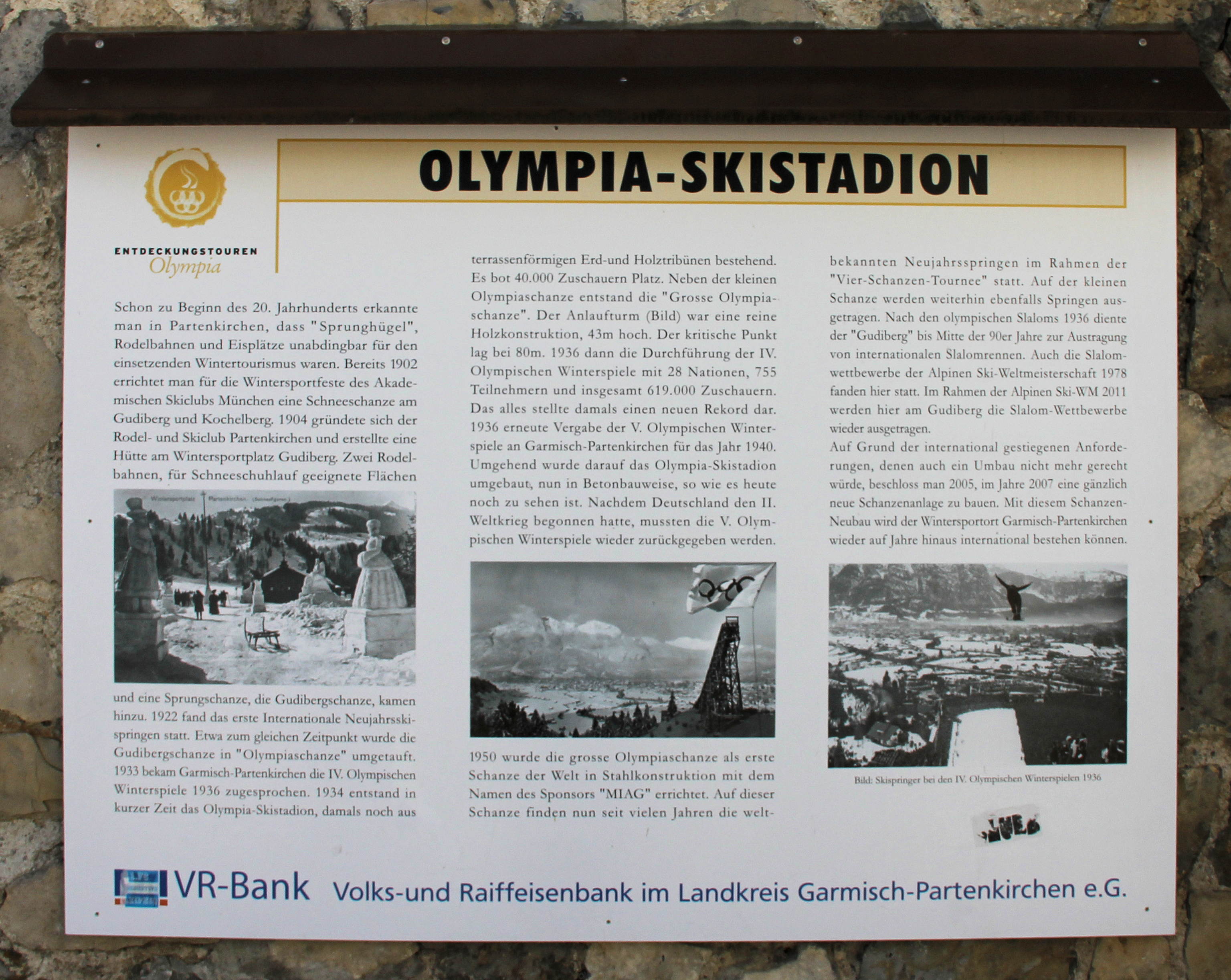
Info-Tafel am Olympia-Skistadion (Garmisch-Partenkirchen)

Das Internationale Olympische Komitee war mit der Durchführung der Spiele so zufrieden, dass es die Ausrichtung der Olympischen Winterspiele 1940 nach den Absagen von Sapporo (Juli 1938) und St. Moritz (Juni 1939) – trotz des Bruches des Münchner Abkommens durch die Zerschlagung der Rest-Tschechei im März 1939 – einstimmig erneut an Garmisch-Partenkirchen vergab. Das IOC glaubte daran, dass ein Staat, der eine Zusage von ihm für die Winterspiele 1940 erhält, keinen Krieg beginnen würde. Und das, obwohl bereits drei Wochen nach Ende der Winterspiele 1936 deutsche Truppen das entmilitarisierte Rheinland besetzten.
Hitler versuchte in seiner Ansprache vor dem Reichstag zur Rheinland-Besetzung, die Olympischen Winterspiele von Garmisch-Partenkirchen als einen – für die damaligen französischen Gäste feststellbaren – Beleg für eine hergestellte innere Friedensliebe und Verständnisbereitschaft der deutschen Bevölkerung auszuschlachten.

## Erwähnenswertes
1936 wurden zum ersten Mal alpine Skirennen veranstaltet. Darüber kam es zu Auseinandersetzungen mit dem Internationalen Skiverband, weil das IOC – im Gegensatz zu den FIS-Regeln – Skilehrer als Profis einstufte und nicht teilnehmen ließ. Aus diesem Grund entschieden sich der österreichische (wie auch der schweizerische) Skiverband, die Skirennen der Herren zu boykottieren. Für Österreich hätte unter anderem Heinrich Harrer an der einzigen alpinen Disziplin, der Alpinen Kombination, bestehend aus Abfahrt und Slalom, teilnehmen sollen. Ein prominentes Schweizer Opfer dieser Regelung war die Bünderin Elvira Osirnig, die zwar ein Skilehrerpatent erworben, aber bis dahin nie in diesem Beruf gearbeitet hatte.
Am Eröffnungstag nahm ein eigener Olympiasender, der innerhalb von vier Monaten gebaut worden war, seinen Betrieb auf, von ihm gingen täglich etwa 35 Sendungen in die Welt. Reporter aus 19 Nationen waren anwesend; zur gleichen Zeit konnten sechs verschiedene Sendungen ausgestrahlt werden.

## Sportstätten

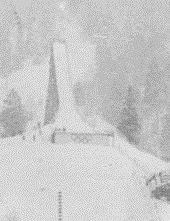
Große Olympiaschanze 1936

Alle Wettkämpfe fanden in Garmisch-Partenkirchen statt.
- Gudiberg – Ski Alpin
- Kandahar-Abfahrt Garmisch – Ski Alpin
- Kreuzeck – Ski Alpin
- Bobbahn Rießersee – Bob
- Rießersee – Eishockey, Eisschnelllauf
- Olympia-Eissport-Zentrum – Eishockey, Eiskunstlauf
- Nordisches Zentrum:
- Große Olympiaschanze – Nordische Kombination, Skispringen
- Olympia-Skistadion – Langlauf, Nordische Kombination

## Teilnehmerländer

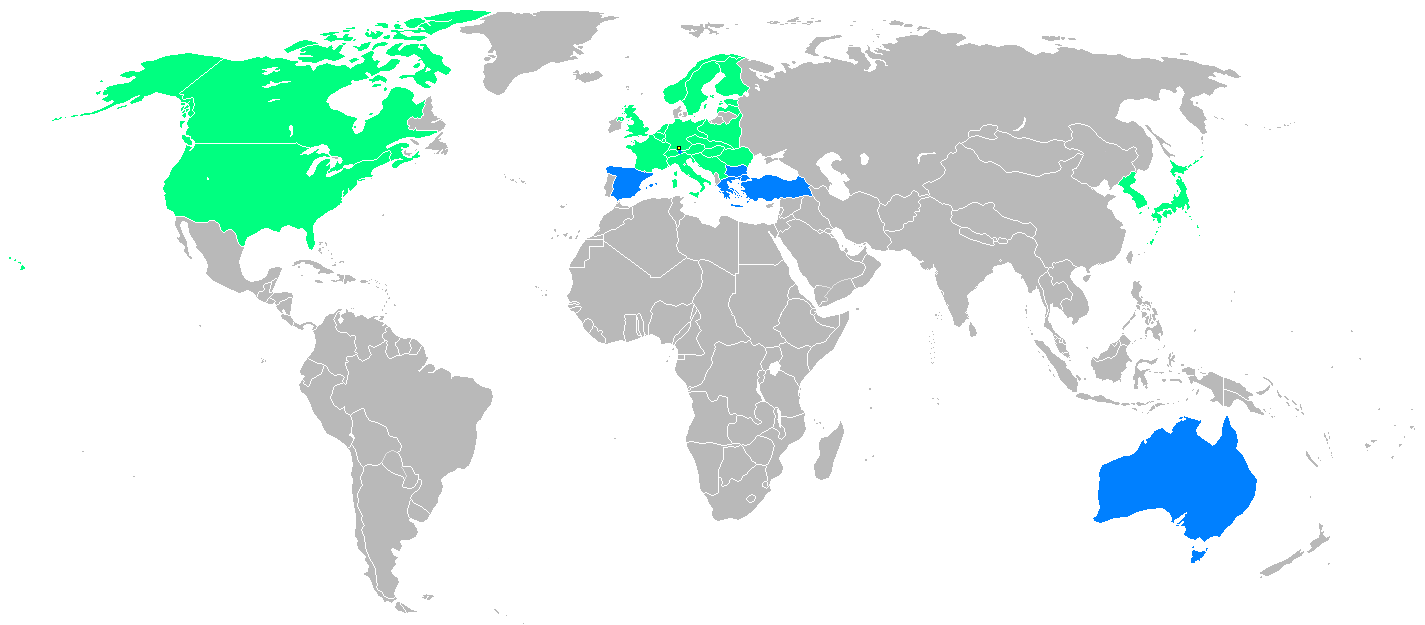
Länder mit teilnehmenden Mannschaften
Länder nahmen erstmals an Winterspielen teil

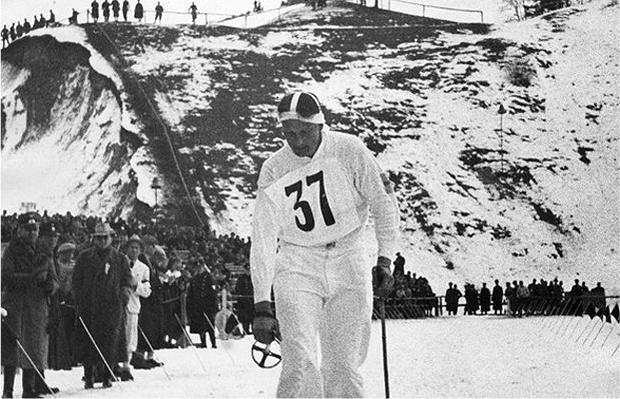
Elis Wiklund gewann die Goldmedaille über 50 Kilometer.

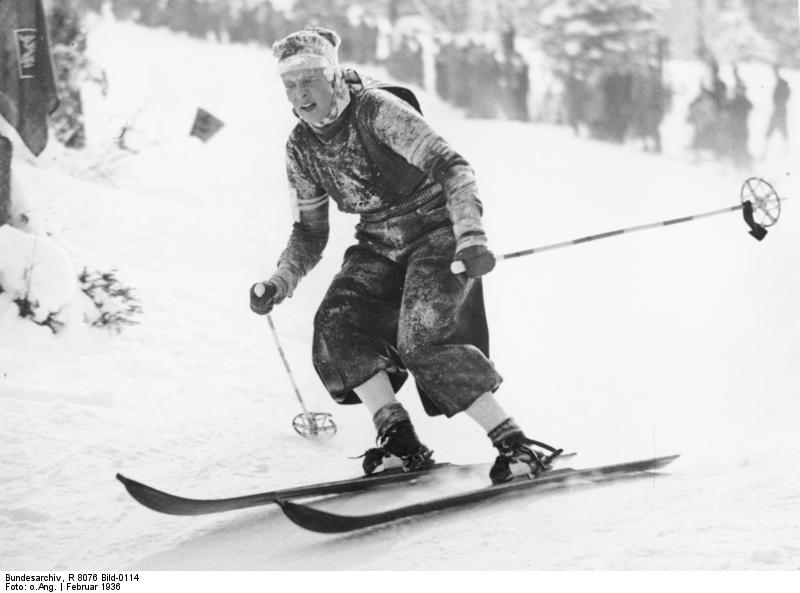
Abfahrtslauf Damen, Jeanette Kessler (Großbritannien)

Mit 28 teilnehmenden Nationen wurde in Garmisch-Partenkirchen ein neuer Teilnehmerrekord aufgestellt. Die Staaten Australien, Bulgarien, Griechenland, Liechtenstein, Spanien und Türkei feierten ihre Premieren bei Olympischen Winterspielen.
| Europa (530 Athleten aus 24 Nationen) | Europa (530 Athleten aus 24 Nationen) | Europa (530 Athleten aus 24 Nationen)                                                                                            |
| --- | --- | --- |
| - Belgien (27) - Bulgarien * (7) - Deutsches Reich (55) - Estland (5) - Finnland (19) - Frankreich (28) - Griechenland * (1) - Großbritannien (38) | - Italien (44) - Jugoslawien (17) - Lettland (26) - Liechtenstein * (4) - Luxemburg (4) - Niederlande (8) - Norwegen (31) - Österreich (60) | - Polen (20) - Rumänien (15) - Schweden (32) - Schweiz (34) - Spanien * (6) - Tschechoslowakei (22) - Türkei * (6) - Ungarn (25) |
| Amerika (84 Athleten aus 2 Nationen) | | |
| - Kanada (29) | - Vereinigte Staaten (55) | |
| Asien (31 Athleten aus 1 Nation) | | |
| - Japan (31) | | |
| Ozeanien (1 Athlet aus 1 Nation) | | |
| - Australien * (1) | | |
| (Anzahl der Athleten) * erstmalige Teilnahme an Winterspielen                                                                                      | | |

## Wettkampfprogramm
Es wurden 17 Wettbewerbe (14 für Männer, 2 für Frauen und 1 Mixed-Wettbewerb) in 4 Sportarten/8 Disziplinen ausgetragen. Das waren 3 Wettbewerbe und 1 Disziplin mehr als in Lake Placid 1932 – die Anzahl der Sportarten blieb gleich. Nachfolgend die Änderungen im Detail:
- Der Alpine Skisport wurde mit einem Kombinationswettbewerb aus Abfahrt und Slalom für Männer und für Frauen ins olympische Programm aufgenommen.
- Im Skilanglauf wurde die 4 × 10 km Staffel der Männer hinzugefügt.

### Olympische Sportarten/Disziplinen
- Bob Gesamt (2) = Männer (2)
- Eishockey Gesamt (1) = Männer (1)
- Eislauf
  -  Eiskunstlauf Gesamt (3) = Männer (1)/Frauen (1)/Mixed (1)
  -  Eisschnelllauf Gesamt (4) = Männer (4)
- Skisport
  -  Ski Alpin Gesamt (2) = Männer (1)/Frauen (1)
  - Ski Nordisch
    -  Nordische Kombination Gesamt (1) = Männer (1)
    -  Skilanglauf Gesamt (3) = Männer (3)
    -  Skispringen Gesamt (1) = Männer (1)

Anzahl der Wettkämpfe in Klammern

### Zeitplan
| Zeitplan                  | Zeitplan          | Zeitplan              | Zeitplan | Zeitplan | Zeitplan | Zeitplan | Zeitplan | Zeitplan | Zeitplan | Zeitplan | Zeitplan | Zeitplan | Zeitplan | Zeitplan           |
| Disziplin                 | Disziplin         | Disziplin             | Do. 06.  | Fr. 07.  | Sa. 08.  | So. 09.  | Mo. 10.  | Di. 11.  | Mi. 12.  | Do. 13.  | Fr. 14.  | Sa. 15.  | So. 16.  | Ent- schei- dungen |
| Disziplin                 | Disziplin         | Disziplin             | Februar  | Februar  | Februar  | Februar  | Februar  | Februar  | Februar  | Februar  | Februar  | Februar  | Februar  | Ent- schei- dungen |
| ------------------------- | ----------------- | --------------------- | -------- | -------- | -------- | -------- | -------- | -------- | -------- | -------- | -------- | -------- | -------- | ------------------ |
| Eröffnungsfeier           |                   |                       |          |          |          |          |          |          |          |          |          |          |          |                    |
| Bob                       | Bob               | Bob                   |          |          |          |          |          |          | 1        |          |          | 1        |          | 2                  |
| Eishockey                 | Eishockey         | Eishockey             |          |          |          |          |          |          |          |          |          |          | 1        | 1                  |
| Eislauf                   | Eiskunstlauf      | Eiskunstlauf          |          |          |          |          |          |          |          | 1        | 1        | 1        |          | 3                  |
| Eislauf                   | Eisschnelllauf    | Eisschnelllauf        |          |          |          |          |          | 1        | 1        | 1        | 1        |          |          | 4                  |
| Skisport                  | Ski Alpin         | Ski Alpin             |          |          | 1        | 1        |          |          |          |          |          |          |          | 2                  |
| Skisport                  | Ski Nordisch      | Nordische Kombination |          |          |          |          |          |          |          | 1        |          |          |          | 1                  |
| Skisport                  | Ski Nordisch      | Skilanglauf           |          |          |          |          | 1        |          | 1        |          |          | 1        |          | 3                  |
| Skisport                  | Ski Nordisch      | Spezialsprunglauf     |          |          |          |          |          |          |          |          |          |          | 1        | 1                  |
| Schlussfeier              |                   |                       |          |          |          |          |          |          |          |          |          |          |          |                    |
| Demonstrationswettbewerbe |                   |                       |          |          |          |          |          |          |          |          |          |          |          |                    |
| Eisstockschießen          | Eisstockschießen  | Eisstockschießen      |          |          |          | 1        | 2        |          |          |          |          |          |          |                    |
| Militärpatrouille         | Militärpatrouille | Militärpatrouille     |          |          |          |          |          |          |          |          | 1        |          |          |                    |
| Entscheidungen            | Entscheidungen    | Entscheidungen        |          |          | 1        | 1        | 1        | 1        | 3        | 3        | 2        | 3        | 2        | 17                 |
|                           |                   |                       | Do. 06.  | Fr. 07.  | Sa. 08.  | So. 09.  | Mo. 10.  | Di. 11.  | Mi. 12.  | Do. 13.  | Fr. 14.  | Sa. 15.  | So. 16.  |                    |
| Februar                   |                   |                       |          |          |          |          |          |          |          |          |          |          |          |                    |

Farblegende

## Herausragende Sportler und Leistungen
- Sonja Henie aus Norwegen gewann zum dritten Mal in Folge die Goldmedaille im Eiskunstlauf. Nach den Spielen wechselte sie in das Profilager und ging in die USA, wo sie in Hollywood Filme drehte und mit Eisrevuen erfolgreich war.
- Ivar Ballangrud aus Norwegen gewann im Eisschnelllauf Gold über 500, 5000 und 10.000 Meter und Silber über 1500 Meter.
- Ernst Baier aus Berlin gewann im Eiskunstlauf Einzel die Silbermedaille und im Paarlauf mit Maxi Herber die Goldmedaille. Er nahm also gleichzeitig an zwei Wettbewerben teil.

## Positive Kritik zu den Bewerben
In einer Kritik schreibt der »Sport Zürich« in seiner Ausgabe Nr. 24 vom 17. Februar 1936 auf Seite 1, dass man die Organisation nicht besser machen könnte als hier im oberbayerischen Doppelort, was auch viel für die Sommerspiele in Berlin verspreche.
Im Mittelpunkt seien die Skikonkurrenzen gestanden, aber die Eisdisziplinen seien ihnen nicht nachgestanden, ganz besonders das Kunstlaufen der Damen und Paare habe die ganze übrige Welt, die durch rekordähnliche Reportagen auf dem Laufenden gehalten wurde, in Bann geschlagen. Aber auch die übrigen Bewerbe sollten nicht auf eine niedrigere Stufe gestellt werden. Von den Demonstrationswettbewerben sei dem Militärpatrouillenlauf selbstredend eine weit größere sportliche Bedeutung zugekommen als dem mehr lokales Kolorit aufweisenden Eisschießen. Norwegen sei mit 7 Goldmedaillen der große Sieger, die Schweiz habe nicht so gut abgeschnitten wie erwartet worden ist. Schon das frühe Ausscheiden der Eishockeymannschaft habe in der Heimat eine gereizte Stimmung verursacht, auch in den Skiwettbewerben sei gar nicht alles nach Wunsch gelungen. Dass es trotzdem in der Medaillenbilanz zu Rang acht gereicht habe, sei den Bobfahrern zu verdanken.

## Nachwirkungen
Zu den geplanten Winterspielen 1940 im Deutschen Reich, die später nicht stattfanden, hatten die NS-Organisatoren in Garmisch mehrere Grundbesitzer enteignet. Die Sache geriet beim Streit um die Olympiabewerbung München 2018 erneut in den Fokus der Kritiker. Rechtsanwalt Ludwig Seitz vertrat 63 Mandanten, die ihre Grundstücke für die Olympischen Winterspiele 2018 nicht bereitstellen wollten:
„Unter meinen Mandanten sind Grundstückseigentümer, die damals schon mit Blick auf die Folge–Olympiade [sic] (1940) nach 1936 enteignet wurden, und die übrigens nach dem Zweiten Weltkrieg trotz flehendlicher [sic] Bitten nichts von ihren Ländereien zurückbekommen haben.“